# Iván Olshanski
Iván Olshanski (en lituano: Jonas Alšėniškis, fallecido en 1402 o más tarde) es el primer miembro conocido de la familia de príncipes Olshanski. Los historiadores sólo conocen el nombre de su padre, Algimantas. Iván fue un fiel compañero de Vitautas el Grande, Gran Duque de Lituania. Ambos contrajeron matrimonio con hijas de Sudimantas de Eišiškės. Juliana, hija de Iván, se convirtió en la tercera mujer de Vitautas en 1418.
Cuando Vitautas se escapó de los Caballeros Teutónicos en 1382, fue acompañado por Iván, y Jogaila le arrebató sus tierras. Sin embargo, al reconciliarse pocos años después Vitautas y Jogaila, Iván le regaló a este último un cinturón dorado y recibió a cambio sus dominios. Iván acompañó otra vez a Vitautas cuando éste se fugó de los caballeros en 1390 durante la guerra civil lituana de 1389 a 1392. En 1391 Iván escoltó a Sofía de Lituania, la única hija de Vitautas, a Moscú, donde se casaría con Basilio I de Rusia. Después de que Vitautas obtuviera de este modo un valioso aliado en el este, Jogaila se mostró de acuerdo en hacer las paces, firmándose el Tratado de Astravas en 1392. Iván se convirtió en la mano derecha de Vitautas, y después de la muerte de Skirgaila, gobernaría Kiev como vicerregente.
La influencia que Iván tenía en el Gran Ducado de Lituania se demuestra por el hecho de que firmó varios tratados, entre ellos el Tratado de Salynas de 1398 y el Pacto de Vilnius y Radom en 1401. Iván es mencionado por última vez en 1402, de modo que se cree que murió ese mismo año. Se le conocen cuatro hijos: Aleksandr, Andrés, Miguel y Simanas.